# Lingua votica
Il votico è una lingua uralica parlata in Russia.

## Distribuzione geografica
Al censimento russo del 2010 risultavano 68 locutori, stanziati a San Pietroburgo e Kingisepp.

## Dialetti e lingue derivate
Questi sono i dialetti del votico:
- Voto (vatjan kieli): parlato in Russia e più esattamente nella parte sudoccidentale dell'oblast' di Leningrado, nel territorio dell'antica Ingermanland, in posizione arretrata rispetto alle aree dell'ingrico.
  - Voto orientale † (Itšä. ItšäpäiväAAlAr \ IkäpäiväAdDK \ IčäpäiväL \ IcepinoR, Mahu MahuAdD, Klii. Kliimõttina \ KliimettinaAd \ KlimatinaD, Iiva. IivanaisiAd \ IivanaisD, Kapr. Kaprio \ KaporjeD \ Kapor'eR, Kosl. KoslovaAd \ KoslovaAr \ KozlovaD \ GostilovoR; *Suuri Kaporkka e *Pieni Kaporkka)
  - Voto occidentale
    -       - gruppo settentrionale o di Jõgõperä
        - Voto di Jõgõperä-Luuditsa-Liivtšülä
          - sezione di Jõgõperä (Jõgõperä \ Joenperä \ Krakol'e)
          - sezione di Luuditsa-Liivtšülä (Ala Luuditsa \ Ala Luužitsa \ Ala Luuzica, Ülä Luuditsa \ Ylä Luužitsa \ Ylä Luuzica, Liivtšülä \ Lîvtšülä \ Liivkylä \ Liivakylä \ Liivčülä \ Liiwtschülä \ Peski)

      - gruppo centrale di transizione o di Mati
        - Voto di Pontila (Pontila \ Pontilovo \ Pontilova)
        -  ??: Valkovitsa \ Kêntu \ Valkovicy = S. Valkovica + P. Valkovica, Kazikko \ Kazikko \ Kasikko \ Bereznjaki
        - Voto di Mati-Kõrvõttula (Mati \ Mativê \ Matikylä \ Mattija, Kõrvõttula \ Kêrvêttula \ Korvettula \ Kõrwettula \ Korvetino)
        - Voto di Iltovõi (Iltovõi \ Untove \ Undova \ Jlduwe(Undowa) \ Undova (Illo\Iltovêi))
        -  ?: Pontizõõ (Pontizõõ)
        -  ??: *Viertävä, *Matautio, *Korovaisi, *Mukkova, Savvokkala \ Sauvokkala \ Savvikino, Baabino \ Jarvigkoištšülä \ Jarvigoistšülä \ Järwigoistchülä \ Babino
        -  ??: *Pätsinä, *Iimola

      - gruppo meridionale o di Kattila
        - Voto di Villikkala (Villikkala \ Velikino \ Velikinä \ Willikkala \ Velikino)
        - Voto di Kattila (Kattila \ Kotly = Kattila Suurõtsa + Kattila Peenõtsa)
        - Voto di Pummala-Lempola (Pummala \ Pumalica, Lempola \ Lembola)
        - Voto di Rudja (Peenrudja \ Pieni Rudja \ Pien-Rudja, Suurrudja \ Suur-Rudja)
        -  ?: Pihlaala (Pihlaala \ Pihlâla \ Pillovo)
        -  ??: *Kikkerica, Kerstova
        -  ??: *Čuudica, *Lipkovica

      -  ??: Rajo \ Rajotšülä \ Mežnjaki \ Mežniki

  - Voto sudoccidentale ±† .
    - Voto di Kukkuzi Ingria sudoccidentale, sulla riva destra del Narva (Kukk. KukkuziAAr \ KukkosiAdDKM \ KukkusiL \ KurovicyR).
    - Voto dei Krievini † c. 1830, era parlato a Bauska in Semgallia.

Oggigiorno esistono soltanto locutori del votico occidentale. L'ultimo parlante del votico orientale è deceduto intorno al 1960 nel villaggio di Itšäpäivä.

## Classificazione
Fa parte delle lingue baltofinniche assieme alla lingua careliana, estone, finlandese, ingrica, livone, vepsa e võro.